# NGC 2025
NGC 2025 est un amas ouvert situé dans la constellation de la Table. Cet amas est situé dans le Grand Nuage de Magellan. Il a été découvert par l'astronome britannique John Herschel en 1836.